# قفیلون
قفیلون (به عربی: قفیلون) یک روستا در سوریه است که در ناحیه حربنفسه واقع شده‌است. قفیلون ۵۰۱ نفر جمعیت دارد.